# Shari Lapena
Shari Lapena (ur. 1960) – kanadyjska powieściopisarka, autorka thrillerów. Jej książka Para zza ściany (oryg. The Couple Next Door) z 2016 roku stała się bestsellerem zarówno w Kanadzie, jak i na świecie.

## Twórczość
- Things Go Flying (2008)
- Happiness Economics (2011)
- Para zza ściany (The Couple Next Door, 2016; wyd. pol. Zysk i S-ka, 2016, ISBN 978-83-65521-76-7, tłum. Piotr Kuś)
- Nieznajoma w domu (A Stranger in the House, 2017; wyd. pol. Zysk i S-ka, 2017, ISBN 978-83-8116-170-1, tłum. Piotr Kuś)
- Niechciany gość (An Unwanted Guest, 2018; wyd. pol. Zysk i S-ka, 2018, ISBN 978-83-811-6494-8, tłum. Piotr Kuś)
- Ktoś, kogo znamy (Someone We Know, 2019; wyd. pol. Zysk i S-ka, 2020, ISBN 978-83-8116-831-1, tłum. Piotr Kuś)[3]